# François Bourque
François Bourque (New Richmond, 18 novembre 1984) è un ex sciatore alpino canadese.

## Biografia
Attivo in gare FIS dal gennaio del 2000, Bourque esordì in Nor-Am Cup il 6 gennaio 2001 a Lake Louise in discesa libera (42º) e in Coppa del Mondo il 30 novembre 2002 nelle medesime località e specialità (61º). Sempre a Lake Louise il 17 dicembre 2002 conquistò in supergigante la sua unica vittoria in Nor-Am Cup, nonché primo podio nel circuito, e ai successivi Mondiali juniores del Briançonnais 2003 vinse la medaglia d'oro nel supergigante. L'anno dopo nella rassegna iridata giovanile di Maribor 2004 vinse un'altra medaglia d'oro, nella combinata, e la medaglia di bronzo sia nella discea libera sia nel supergigante.
Il 7 dicembre 2004 conquistò a Beaver Creek in slalom gigante l'ultimo podio in Nor-Am Cup (2º) e ai successivi Mondiali di Bormio/Santa Caterina Valfurva 2005, suo esordio iridato, si classificò 13º nel supergigante, 10º nella combinata e non completò lo slalom gigante; sempre nel 2005, il 20 febbraio, ottenne il primo podio in Coppa del Mondo, a Garmisch-Partenkirchen in supergigante (3º).
Ai XX Giochi olimpici invernali di Torino 2006, sua unica presenza olimpica, si classificò 16º nella discesa libera, 8º nel supergigante, 4º nello slalom gigante e 21º nella combinata e l'anno dopo ai Mondiali di Åre 2007, sua ultima presenza iridata, si piazzò 9º nel supergigante, 17º nella supercombinata e non completò lo slalom gigante; nel 2007 conquistò anche l'ultimo podio in Coppa del Mondo, il 3 marzo a Kranjska Gora in slalom gigante (2º). Si ritirò durante la stagione 2010-2011 e la sua ultima gara fu lo slalom gigante di Coppa del Mondo disputato in Alta Badia il 19 dicembre, nel quale Bourque non si qualificò per la seconda manche.

## Palmarès

### Mondiali juniores
- 4 medaglie:
  - 2 ori (supergigante a Briançonnais 2003, combinata a Maribor 2004)
  - 2 bronzi (discesa libera, supergigante a Maribor 2004)

### Coppa del Mondo
- Miglior piazzamento in classifica generale: 21º nel 2007
- 4 podi:
  - 2 secondi posti
  - 2 terzi posti

### Nor-Am Cup
- Miglior piazzamento in classifica generale: 7º nel 2003
- 7 podi:
  - 1 vittoria
  - 5 secondi posti
  - 1 terzo posto

#### Nor-Am Cup - vittorie
| Data             | Località    | Paese  | Specialità |
| ---------------- | ----------- | ------ | ---------- |
| 17 dicembre 2002 | Lake Louise | Canada | SG         |

Legenda:

SG = supergigante

### Campionati canadesi
- 7 medaglie:
  - 3 ori (discesa libera nel 2004; slalom gigante, combinata[1] nel 2005)
  - 1 argento (supergigante nel 2004)
  - 3 bronzi (discesa libera nel 2005; discesa libera, supergigante nel 2007)